# Tigre azul

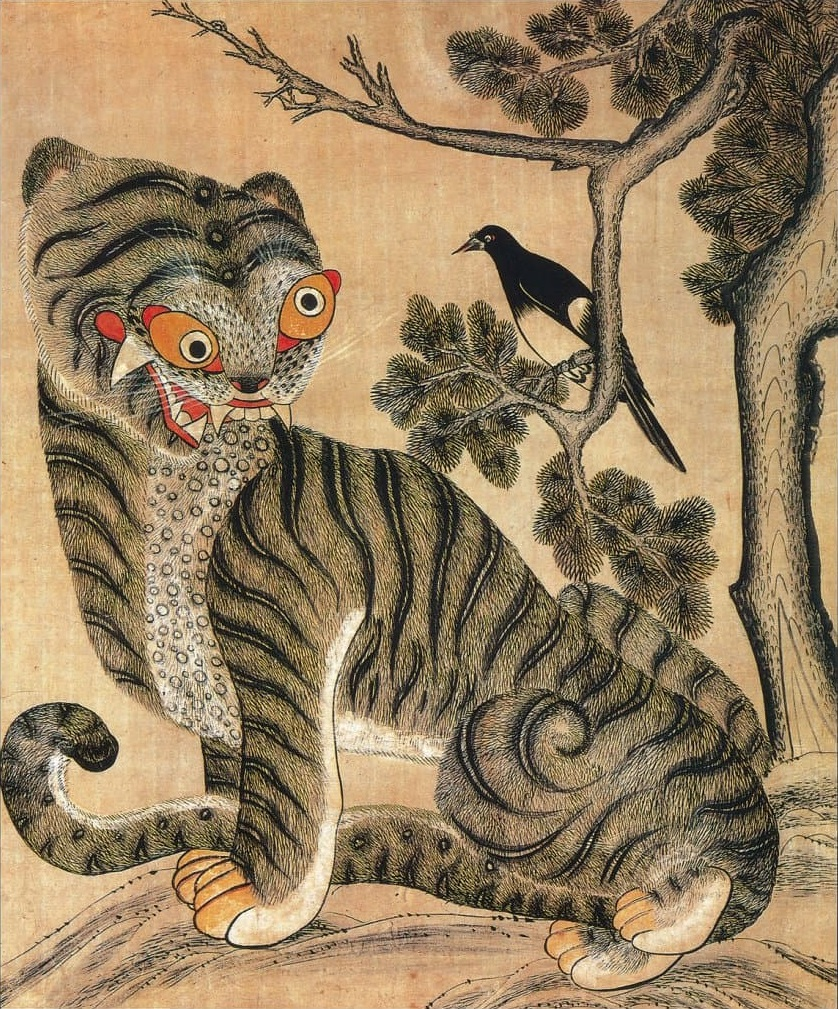
Antigua representación coreana de un tigre con pelaje grisáceo/maltés.

El término de tigre azul o tigre maltés, se refiere a una sospechada mutación del color del pelaje que pudieron tener algunos tigres, principalmente “avistados” en la provincia de Fujian, en China. Se dice que poseen una piel azulada con rayas de un tono gris oscuro. El término “maltés” proviene de la terminología utilizada para referirse a algunos individuos de gatos domésticos que presentan una piel de color gris azulado, como el caso de la raza azul ruso. La mayoría de los reportes de avistamientos de tigres azules tuvieron lugar en el sur de China, refiriéndose a la subespecie que habitaba esta región: el tigre de Amoy (Panthera tigris amoyensis). La situación de dicha subespecie de tigre es sumamente crítica, al punto que se la considera extinta en libertad, y los ejemplares que sobreviven en cautiverio (la mayoría en zoológicos de China) descienden de solamente 6 individuos atrapados en libertad, lo que hace su posible recuperación aún más difícil, hasta el punto de que algunos laboratorios de China han comenzado a preservar células de los ejemplares de esta subespecie para evitar su total desaparición.[cita requerida] Debido a esto, es muy probable que el gen recesivo causante del color azul esté totalmente extinto. Sin embargo, algunos reportes de avistamientos de tigres azules se han producido desde Corea, donde habita el tigre de Amur (Panthera tigris altaica).

## Avistamientos
Alrededor de la década de 1910, Harry Caldwell, un misionero americano y cazador profesional, divisó y persiguió a un tigre azul en las afueras de Fuzhou. Su búsqueda se encuentra reflejada a modo de crónica en su libro Tigre Azul (Blue Tiger) de 1924, así como por su compañero de cacería Roy Chapman Andrews, en su obra Campos y Senderos de China (Camps & Trails in China) de 1925. En él, Chapman cita a Caldwell como sigue:

Las marcas de la bestia eran sorprendentemente hermosas, el color del pelaje era como una fina sombra azulada, que cambiaba a azul claro en el abdomen. Las rayas estaban bien definidas como en los tigres anaranjados comunes.

El tigre negro ha sido considerado también un mito durante muchos años, sin embargo, algunas pieles han probado que tigres pseudo-melanísticos o hipermelanísticos en realidad han existido. No son totalmente negros, pero tienen densas y anchas bandas que oscurecen casi completamente el fondo anaranjado común en estos animales.

## Genética

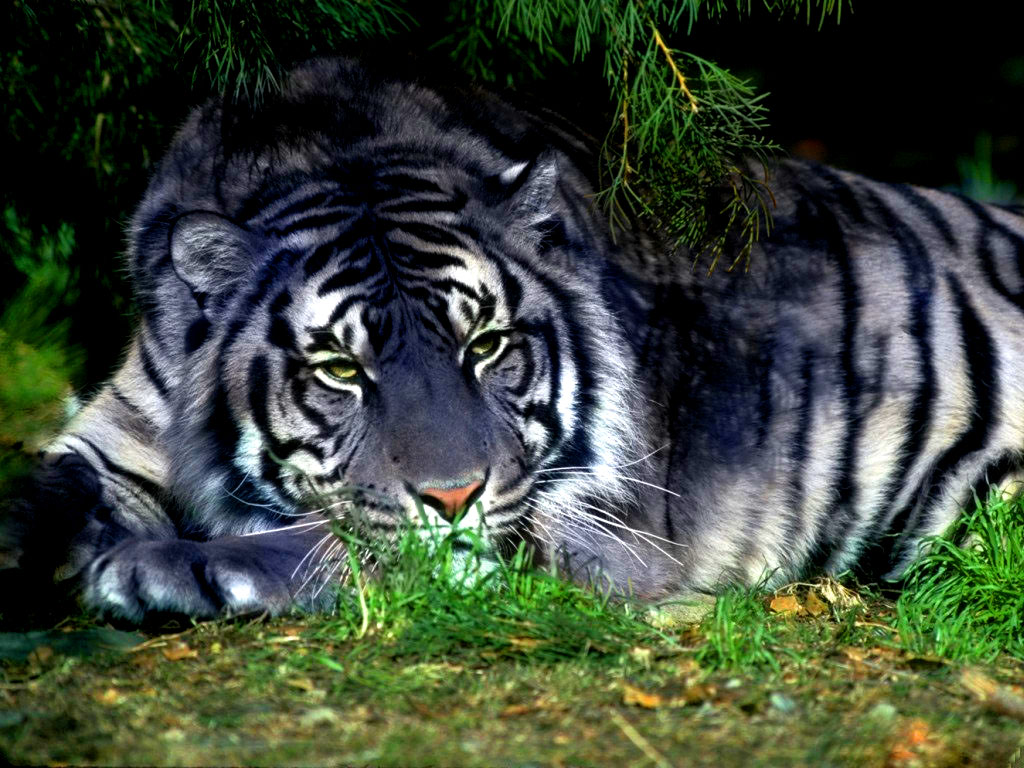
Recreación artística de un tigre azul/maltés, considerando características similares estudiadas en otros felinos.

En apoyo a la teoría de los tigres azules, los gatos malteses o azulados existen en realidad, en particular la raza doméstica ruso azul, en que se manifiesta la existencia de mutaciones y combinaciones genéticas que resultan en un color azulado, o al menos con la impresión de poseer un color azul grisáceo. Algunos estudiosos de la materia han sugerido que este color está dado por la conjunción de dos parejas de alelos recesivos, los cuales combinados podrían resultar en un sólido color azul-gris como el encontrado en algunas especies de gatos, aunque esto no produciría el tipo de rayado descrito en los reportes de avistamientos de estos tigres, ya que estos animales poseerían rayas muy pálidas o prácticamente invisibles.
La mayoría de los tigres combinan alelos en las diferentes porciones de su pelaje, creando el patrón anaranjado y negro que se conoce, pero en ocasiones se suprime la melanina, dando lugar a un tigre blanco.
Para la obtención de un tigre como los descritos anteriormente sería necesaria la supresión de pheomelanina (con lo que se obtendría el color azulado en lugar del anaranjado), pero manteniendo el gen causante de la coloración oscura de las rayas.[cita requerida]

## En la literatura
El escritor argentino Jorge Luis Borges escribió un breve relato llamado "Tigres Azules", en el año 1983.